# کلاته بالا (قائنات)
کلاته بالا روستایی در دهستان قائن بخش مرکزی شهرستان قائنات استان خراسان جنوبی ایران است. کلاته قدس از شهر قاین 35 کیلومتر فاصله دارد . بر پایه سرشماری عمومی نفوس و مسکن در سال ۱۳۹۰ جمعیت این روستا ۴۶۳ نفر (در ۱۸۳ خانوار) بوده‌است.  
این روستا محل زندگی مردمانی است که به کشاورزی سنتی و دامداری مشغول هستند . عمده محصولات کشاورزی روستا زرشک و زعفران است . بارندگی کم در طی سالیان گذشته و کم شدن آب قنوات روستا ، کشاورزی مردمان را دچار مشکل و مهاجرت به شهر ها را توجیه پذیر کرده است . 